# Kostel Panny Marie Guadalupské a svatého Filipa
Nostra Signora di Guadalupe e S. Filippo Martire je kardinálský titulární kostel ustanovený 28. června 1991 papežem Janem Pavlam II. Tento kostel se nachází na Via Aurelia v Římě. Prvním titulárním kardinálem se stal Juan Jesús Posadas Ocampo arcibiskup Guadalajary.

## Titulární kardinálové
| Jméno                     | Funkce                                  | Od           | Do          |
| ------------------------- | --------------------------------------- | ------------ | ----------- |
| Juan Jesús Posadas Ocampo | Arcibiskup Guadalajary (Mexiko)         | 28. 6. 1991  | 24. 5. 1993 |
| Juan Sandoval Íñiguez     | Emeritní arcibiskup Guadalajary (Mexiko | 26. 11. 1994 | současnost  |